# Mabel García de Ángel
Mabel García de Angel (Barranquilla; 5 de noviembre de 1957) es una de las empresarias, presidente de medios de comunicación y productora de cine y televisión más reconocida en Colombia,

## Biografía
Nació en Barranquilla, Colombia el 5 de noviembre de 1957, en 1980 obtuvo el grado de Ingeniera Industrial en la Universidad de los Andes y en 1988 obtuvo su especialización en Alta Gerencia. 
En 1980 se vinculó a la Bolsa de Bogotá. En 1981 fue nombrada Subgerente General de Leasing Mazuera. En 1984 se vinculó como funcionaria pública a Inravisión en la  Subdirección Financiera. En 1986 ingresó a Caracol Televisión y en 1990 ocupó la Presidencia hasta 1999
Perteneció a las Juntas Directivas de Caracol Radio, SAM Colombia ya liquidada, Producciones Mundial ya liquidada, Celumóvil, y Corporación Futuros Profesionales, Auditamos, Comteve Servicios y Mercadeo y fue Asesora de Americatel. Le correspondió liderar el montaje del canal privado como es Caracol Televisión y lograr  cobertura., vehemente defensora de la apertura de la televisión en Colombia. .
Participó en el vínculo del canal al cine nacional con películas como La estrategia del caracol, Águilas no cazan moscas, "Ilona llega con la lluvia" y "Edipo Alcalde". Mabel García fue Productora asociada de la película Águilas no cazan moscas, un film de drama ficción hecho por Colombia, Cuba e Italia, cuyo director fue Sergio Cabrera y como productor ejecutivo Salvo Basile. A la película Águilas no cazan moscas le fueron otorgados los premios Plaqueta de Oro de la UNESCO, Premio Enrico_Fulchignoni en la 51a. Mostra internazionale di arte cinematografica de Venezia (Venecia - Italia) 1994¸ Premio del Público en el Biarritz Film Festival Cinemas et Cultures de l´Amérique Latine (Biarritz - Francia) 1994¸ Colón de Oro y Premio del Público en el 20°. Festival de Cine Iberoamericano de Huelva (España) 1994¸ Mejor Película¸ Festival de Cine de Sundance¸ Estados Unidos¸ 1995¸ Premio Casa de América¸ Mejor Película Extranjera en el 7.° Festival de Cine de Peñiscola](España) 1995.
En enero de 2002, ella y otros socios se unieron al proyecto SportSat Televisión y al objetivo de unir los noticieros del Canal Uno para confrontar la fuerza de los canales privados de televisión en Colombia. Actualmente es CEO de Wall Street English Colombia.